# 熱血格闘伝説 (携帯アプリ版)
熱血格闘伝説 (携帯アプリ版)
本項では、2003年 - 2004年頃に携帯電話サイト「熱血硬派くにおくんi」、「熱血硬派くにおくんEZ」にて配信された携帯電話アプリゲーム作品について記述する。

## 概要
1992年12月23日にテクノスジャパンからファミリーコンピュータ（以下FC版）専用ソフトとして発売された『熱血格闘伝説』を携帯アプリ版として配信した作品である。タイトルこそFC版と同一ではあるものの、あらゆる要素がFC版とは大きく異なる。(後述)

### FC版との違い
- マーシャルアーツタイプが削除され、それに伴いFC版ではマーシャルアーツタイプだったりきは本作ではカンフータイプになった。また、マーシャルアーツが消えた代わりに新たに忍者タイプと暴走族タイプが追加された（後述）。
- FC版にあったエディットキャラ作成が削除された。
- レベルの上限がFC版では30だったが、本作では255になった。また、各ステータスの数値の上限も全て255に統一され、同時に各タイプごとのレベルアップ時のステータス上昇値も全キャラ共通になった。
- 針、電流、地雷といったトラップのダメージが全体的に低下した。
- FC版にあったステージ6にあたる「水流ステージ」と、ステージ7にあたる「アスレチックステージ」が削除された（ただし、後に「熱血硬派i」でのみ配信されていた『熱血喧嘩一決定戦』には存在）。
- CPUを倒した時にアイテムが出現しなくなった。
- FC版ではカンフータイプの通常フィニッシュ技が回し蹴りだったが、本作では肘打ち（FC版のカンフータイプのダッシュパンチ攻撃に近いグラフィック）に変わった。
- キャラクターによるが、空中でもフィニッシュ攻撃が出せるようになった。
- ハイスピンキックがジャンプ中ならいつでも出せるようになり、攻撃判定も大幅に強化された。
- 逆にFC版で猛威を振るった爆裂キックとスピンアタックが弱体化。多段技から単発技になった上に連続で出せなくなった。
- レベルの上がり方が変化。FC版では1つの試合終了時点のHP量によってレベルが1か2、運がいいと3上がっていたが、本作では残りHPに関係なく2勝か3勝するとレベルが1上がるという仕組みになった。
- パスワードが削除されたが、セーブ機能が代わりに導入されている。また、使用中のキャラクターのデータを携帯サイトにて送信する事が出来る（後者はEZ版では廃止された）。
- ボスを含めた全107人のキャラと戦うサバイバルモードが追加された（ただし、同じキャラが何度か出現する事がある）。
- 本作は基本的に1画面に統一されている為、ステージによっては構造が大きく変化している。
- コンビ必殺技が削除された。
- 容量の都合か、BGMが中途半端な所で最初に戻る。
- 本作では、ダブルタイガーと戦う前に新たに中ボス（詳細は後述）が追加された。
- FC版にあった中間デモ（とらいち＆とらじが試合の様子を見て、それぞれが感想を言うシーン）、ダブルタイガー戦前のデモ、エンディング、スタッフロールが本作では全てカットされている。
- ジャンプ中に振り向く事が出来なくなった（CPUのみ、振り向く事が出来る）。
- 相手の攻撃を受けた時は最大で4発当てないと一定時間の行動不能状態にならなかったが、本作では2発に統一された。また、行動不能時間も異様に長くなった（3～4秒ほど）。
- FC版では防御行動や起き上がった直後に無敵時間が存在したが、本作ではそれらの概念がなくなった。
- FC版にあった「マッハふみふみ」「トルネードアタック」「ストーンガード」が削除された。それに伴い、FC版から登場するキャラクターの技が一部変更されている。

## 登場キャラクターと隠しキャラクターについて
- FC版から引き続き登場しているキャラはくにお、りき、らいどう、みどう、おおくま、そしてダブルタイガーの7人のみで、他のキャラは全て削除された（ただし、後述するキャラクターの中にはFC版に登場していたキャラクターの顔を流用したものが存在する）。その代わりに歴代のシリーズに登場したキャラが多数追加された。
- ゲーム開始直後に使用できるのはくにお、ごうだ、いちじょう、りき、らいどう、にしむら、ごだい、みどう、おおくま、くにまさ、はやみ、こうじ、りゅういち、りゅうじ、おにづかの15人。他のキャラクターは、ある程度勝利すると決闘（1対1のタイマン勝負）を申し込んで来る。そして、そのキャラとの決闘に勝利する事で、以降使用出来るようになる（ただし決闘を挑んでくるキャラは完全ランダム）そして、「決闘→勝利」を繰り返していくと、最終的に使用可能になるキャラ数は100人になる。
- 本作に登場する一部キャラクターの名前は『熱血物語（ならびにリメイク版のex）』、『時代劇』、『初代熱血硬派くにおくん』に登場した雑魚キャラの名前をそのまま流用している。

## 新たに追加された必殺技
本作には、過去のくにおくんシリーズに登場した必殺技がいくつか採用されている。
マッハパンチ2
「時代劇」にあった技。格闘家タイプのキャラ（ごうだ、さおとめ等）のみ使用。
マッハパンチ3
拳の先端が光っているマッハパンチ。やまだ、まえだ、こうじ等の多くのキャラが使用。
マッハキック2
時代劇にあった技。おにたけ、みつひろ、ぱいそん、さかがみ、カンフー王が使用。
マッハキック3
足の先端が光っているマッハキック（ジャンプ時のみ見る事が出来る）。いむら、しんじ、なかもり、ぎんじ、こんどうが使用。
マッハきうきう
時代劇で「つるまつ」が使っていた技。本作ではおおくま、こうじ等が使用。
マッハチョップ
こばやしのアイデンティティとしても御馴染みの技。本作ではグラフィックが専用のものに描きかえられ、更にはいちじょう、はやさか、ななせなどの御馴染みのキャラクターまでもがこの技を実装している。
すくりゅう
回転しながら飛び掛る技。スピンアタックに似ているが、軌道が異なっている。
ヒップアタック
ジャンプギロチンと同じモーションで攻撃する。一度出せば着地するまで攻撃判定が出っ放しである上に攻撃範囲も広いため、空中技では強力な部類に位置する。しかし、本作のジャンプギロチンはヒップアタックと同じ仕様に変更されたため、技名以外の差別化がない。さなだ、くまだ、ひろし、にんぞう、にしだ、ひでゆき等がCPUとして登場した場合に頻繁に使用する。
旋風脚
おなじみの回転しながら片足で攻撃する技。しかし、従来に比べて攻撃判定が小さくなっており、若干使いづらい印象を受ける。くにお、ダブルドラゴン兄弟など多くのキャラが使用。
隠れ身の術
忍者タイプのくにまさ、りきごろう、おにだゆう、つねみ、もりうち、なかざとが使用。相手の攻撃を回避する為の技。
山嵐（やまあらし）
柔道家タイプのごだい、おおくま、ジェームスが使用。柔道の投げ技の一つを豪快にした感じのモーションになっている。
張り手すぺしゃる
にしむらの必殺技。本作では彼以外にも、かんぬき、ぱいそん、いでい、ひろし、りょうへいなど多くのキャラが使用する。

### 固有のフィニッシュ技
本作では、各キャラクターごとにフィニッシュ技が異なっている。ここではそれらについて記述する。
延髄蹴り
飛び上がってドロップキックを当てる技。くにお、やまだ等が使用。携帯電話の機種（特に古いもの）によっては、こちらが相手に重なるくらい密着しないと命中しないほどリーチが短い。また、性質上外すとスキだらけである。
アリキック
摺り足で相手をこかす技。格闘家タイプのおおさわのみ使用。
バズソーキック
少しだけ前進しながら蹴りをかます技。きりしま、ひらさく、かみじょう、わしおが使用。
熊殺し
拳を勢い良く振り下ろす技。いがさき、ひでゆき、格闘王が使用。
ドラゴンコンボ
連続で蹴りをかます技。ただし隙は膨大。くまだ、いけがみ、ひさとが使用。
回し蹴り
FC版のカンフータイプのフィニッシュ技。いむら、たかはし、くろさわ、つよしが使用。
ガゼルアッパー
りゅうじが使う「天殺龍神拳」によく似た技。見た目のわりに攻撃範囲が広い。この技は本作では多くのキャラが持っている。
釘バット
その名の通り、どこからか取り出してきた釘バットを振り回し相手を吹き飛ばす。暴走族タイプのりゅういち、せいじ、しょういち、暴走王が使用。
アッパー
見た目はFC版のマーシャルアーツタイプのフィニッシュ技とほぼ同じ。暴走族タイプのおにづか、さぶ、ぎんじ、たなか、とりい、りょうへいが使用。
コークスクリュウ
暴走族タイプののぼる、しんじ、まさ、こばやし、おぶちが使用。見た目は気をまとったアッパー。
溜めパンチ
にしむらの技。本作では彼以外にも多くのキャラが使用する。
ドラゴンファング
気を纏った拳を前進しながら当てる技。すがた、たざわ、カンフー王のみ使用。

## キャラクター

### 格闘家タイプ
全てにおいて平均的な能力を持つ。ステータスの伸びもバランスよく伸びるタイプである。
くにお：必殺技「マッハキック」「延髄蹴り」「旋風脚」
シリーズの顔。熱血高校3年で、ドッジボール部主将。FC版では強力な技ばかりだったが、本作では技の変更に伴い、弱体化している。
ごうだ：必殺技「すくりゅう」「マッハパンチ2」「ずつきすぺしゃる」
豪田剛（ごうだ つよし）。宝陵高校3年。初出は『ダウンタウン熱血物語（以下、熱血物語）』。必殺技「ずつきすぺしゃる」は本作ではダッシュパンチ攻撃になっている。
いちじょう：必殺技「マッハチョップ」「ジャンプエルボー」
一条勇人（いちじょう はやと）。初出は『ダウンタウン熱血行進曲（以下、熱血行進曲）』。熱血高校1年で、『新記録』にも熱血チームの一員として登場。
さおとめ：必殺技「マッハパンチ2」「スピンアタック」「ハイスピンキック」
五月女光（さおとめ ひかる）。花園高校2年で、『熱血行進曲』から登場。
おおさわ：必殺技「マッハパンチ3」「アリキック」「旋風脚」
『熱血物語』に登場する雑魚キャラ（宝陵高校の生徒の一人）と同名。目はFC版に登場するいしづきのものが流用されている。
さなだ：必殺技「ヒップアタック」「マッハキック」「延髄蹴り」
『ダウンタウン熱血べーすぼーる物語（以下、べーすぼーる物語）』に登場する服部学園野球部員のさなだ らんまるとの関係は不明。
きりしま：必殺技「ハイスピンキック」「マッハパンチ」「バズソーキック」
本作のオリジナルキャラクター。『熱血行進曲』に登場する連合チームの応援ガール・霧島裕子（きりしま ゆうこ）との関係は不明。
いがさき：必殺技「スピンアタック」「熊殺し」
『べーすぼーる物語』に登場する服部学園野球部員のいがさき えいじゅんとの関係は不明。ダウンタウンシリーズに登場する冷峰四天王のきのしたの目が流用されている。
かいずき：必殺技「マッハパンチ2」「旋風脚」「爆裂キック」
かいずき りょうじ。『熱血高校ドッジボール部サッカー編（以下、サッカー編）』に登場したキャラクターで、一本釣水産高校のキャプテン。
やまだ：必殺技「延髄蹴り」「マッハパンチ3」「ハイスピンキック」
山田大樹（やまだ たいき）。シリーズ御馴染の敵役。冷峰学園前生徒会長を経て、現在は明暗高校の3年生。
ほりばた：必殺技「ヒップアタック」「マッハキック」「ガゼルアッパー」
ほりばた かずゆき。『サッカー編』に登場した堀々（ほりぼり）学園のキャプテン。
よしひろ：必殺技「マッハパンチ2」「すくりゅう」
『初代熱血硬派くにおくん』と『GBドッジ』にそれぞれ同名のキャラクターがいるが、関係は不明。
よしのり：必殺技「マッハパンチ3」「マッハキック」「ジャンプギロチン」
本作のオリジナルキャラクター。マッハ系を2つ所持している為、接近戦に強い。
ぼら：必殺技「延髄蹴り」「マッハパンチ2」
『サッカー編』に登場した四満忠（しまんちゅう）実業高校のサッカー部員。
かんぬき：必殺技「マッハきうきう」「張り手スペシャル」「スピンアタック」
『べーすぼーる物語』に登場した霧雨（きりさめ）実業高校野球部員のかんぬき じょうとの関係は不明。
マイケル：必殺技「マッハキック」「ガゼルアッパー」「旋風脚」
『熱血!すとりーとバスケット』に登場するニューヨーク・キッズのリーダー。帽子にゴーグルがトレードマーク。原典では黒人だったが、本作と『ダウンタウン熱血行進曲DX』では他キャラと共通の色になっている。
そねはら：必殺技「爆裂キック」「マッハパンチ2」「マッハキック」
本作のオリジナルキャラクターで、サングラスをかけている。よしのりと同様にマッハ系を2つ所持しているため、接近戦では非常に強い。
にしだ：必殺技「ヒップアタック」「スピンアタック」「旋風脚」
『熱血物語ex』に登場する雑魚キャラ（紫苑山〈しおんざん〉学園と透亀〈とうがめ〉商業高校）と同名のキャラクター。目はFC版における格闘家タイプの主人公キャラの流用。
いしざき：必殺技「ハイスピンキック」「延髄蹴り」「マッハパンチ」
オリジナルキャラクター。顔は『熱血物語』に登場する影村学園3年のやまもとの流用となっている。
ひでゆき：必殺技「ヒップアタック」「熊殺し」
本作のオリジナルキャラクター。

### カンフータイプ
格闘家タイプと同じく平均的な能力で、とくに足技の数値は伸びが早い。弱点はFC版と同様パンチのリーチが短い事と、投げのダメージが低い所。
りき：必殺技「マッハパンチ」「すくりゅう」「ガゼルアッパー」
花園高校3年で、くにおの親友兼ライバル。前述の通りマーシャルアーツタイプの削除により、カンフータイプに移った。カンフータイプで唯一ガゼルアッパーを持つ。
らいどう：必殺技「マッハキック」「ハイスピンキック」
FC版から登場。本作では、FC版でパートナーだった相方のしばたは未登場。
にしむら：必殺技「溜めパンチ」「張り手スペシャル」
西村成孝（にしむら なりたか）。白鷹工業高校3年で、口癖に特徴のある同校のボス。カンフータイプで唯一溜めパンチを持つキャラクター。
くまだ：必殺技「ヒップアタック」「スピンアタック」「ドラゴンコンボ」
熊田重蔵（くまだ じゅうぞう）。虎島実業第四高校3年。世界一の柔道家を目指している設定だが、本作ではカンフータイプになっている。
いむら：必殺技「回し蹴り」「すくりゅう」「マッハキック3」
『熱血物語』に登場する雑魚キャラ（坂宿（さかじゅく）商業高校の生徒の一人）と同名。顔はFC版にいたましばの目が流用されている。
みつひろ：必殺技「マッハキック2」「ハイスピンキック」「ジャンプエルボー」
熱血高校ドッジボール部員でくにおの友人。スポーツ万能で、耳が大きい。
すがた：必殺技「マッハパンチ」「スピンアタック」「ドラゴンファング」
姿三十朗（すがた さんじゅうろう）。『熱血行進曲』から登場する熱血高校2年。
はやさか：必殺技「マッハチョップ」「ジャンプギロチン」
早坂良麻（はやさか りょうま）。冷峰学園3年で、冷峰四天王の一人もちづきの親友（本作には望月は未登場）。
きしもと：必殺技「マッハキック」「張り手スペシャル」「ジャンプエルボー」
『熱血物語』に登場する雑魚キャラ（冷峰学園の生徒の一人）と同名。FC版に登場するあおいの顔が流用されている。
さかがみ：必殺技「マッハキック2」「スピンアタック」
『熱血物語』に登場する雑魚キャラ（千里台ボンバーズのメンバー）と同名。
くろさわ：必殺技「ジャンプギロチン」「爆裂キック」「回し蹴り」
『熱血物語』に登場する雑魚キャラ（谷花（たにばな）高校の生徒の一人）と同名。FC版にいたあんざわと同じサングラスをかけている。
おにたけ：必殺技「マッハキック2」「ハイスピンキック」「爆裂キック」
おにたけ まさゆき。『サッカー編』に登場した山本興業高校サッカー部主将で、サングラスをかけている。
ひさと：必殺技「マッハキック」「ドラゴンコンボ」
名前自体は『いけいけ熱血ホッケー部（以下、ホッケー部）』に登場した花園高校アメフト部員と同名だが、同一人物かは不明。
つよし：必殺技「回し蹴り」「ジャンプエルボー」「張り手スペシャル」
『ホッケー部』から登場。熱血高校ホッケー部員の一人だが、FC版のオープニングによういちを始めとする他のホッケー部員達と共に出演していた。
とおる：必殺技「爆裂キック」「ヒップアタック」
『ホッケー部』に登場する熱血高校剣道部主将。くにおとは親友。
いけがみ：必殺技「ドラゴンコンボ」「旋風脚」
『熱血物語』に登場する雑魚キャラ（星草〈ほしくさ〉農業高校の生徒の一人）と同名。目ははやさかのものが流用されている。
やまがた：必殺技「マッハパンチ3」「すくりゅう」「ヒップアタック」
『熱血物語ex』に登場する雑魚キャラ（沼丘（ぬまおか）工業高校の生徒）と同名。顔はFC版に登場するじんないのものが流用されている。
たかはし：必殺技「回し蹴り」「爆裂キック」「マッハパンチ」
『熱血物語ex』に登場する雑魚キャラ（黄金穂〈こがねほ〉学院の生徒の一人）と同名。
ぱいそん：必殺技「マッハキック2」「ヒップアタック」「張り手スペシャル」
オリジナルキャラクター。顔は『すとりーとバスケット』に登場したサンフランシスコローズのメンバー、ショーンのものが流用されている。
たざわ：必殺技「ドラゴンファング」「マッハきうきう」「ハイスピンキック」
オリジナルキャラクター。CPUとして登場した際、このキャラクターのみ時々変わった構えの蹴りを出す時がある。

### 柔道家タイプ
HP、投げ、防御の数値の伸びは良いが、打撃と素早さの伸びはかなり低い。
ごだい：必殺技「山嵐」「スピンアタック」「マッハパンチ」
五代奨（ごだい すすむ）。『熱血物語』から登場する谷花高校3年で、木刀使い。
みどう：必殺技「スピンアタック」「ジャンプエルボー」「マッハパンチ」
FC版から登場。FC版では攻めも守りも強いキャラだったが、本作では技の変更に伴い弱体化した。
おおくま：必殺技「マッハきうきう」「ジャンプギロチン」「山嵐」
大熊大三郎（おおくま だいざぶろう）。FC版から登場。本作では技が全て変更されている。
かみじょう：必殺技「マッハパンチ3」「バズソーキック」
上条恒男（かみじょう つねお）。『熱血物語』から登場する影村学園3年生。今回は相方のやまもとは未登場（やまもとの顔自体は、いしざきの顔として存在する）。
よういち：必殺技「ハイスピンキック」「ガゼルアッパー」「マッハパンチ」
『ホッケー部』から登場する熱血高校ホッケー部主将。つよし同様、FC版のオープニングに制服姿とユニフォーム姿で出演していた。
ひろし：必殺技「旋風脚」「張り手スペシャル」「ヒップアタック」
熱血高校ドッジボール部員。『熱血硬派くにおくん』から登場するくにおの友人。本作の顔グラフィックは『熱血物語』等の作品に登場するそのかわの顔を流用。CPUとして登場した際、ヒップアタックを多用する。
ひらさわ：必殺技「マッハきうきう」「すくりゅう」
『熱血物語』に登場する雑魚キャラ（星草農業高校の生徒の一人）と同名。
あいはら：必殺技「溜めパンチ」「旋風脚」
オリジナルキャラクター。『熱血行進曲』に登場する冷峰チームの応援ガール・藍原静（あいはら しずか）との関係は不明。
さじ：必殺技「ガゼルアッパー」「マッハパンチ」「マッハキック」
さじ しょうご。『サッカー編』から登場する死愚魔高校サッカー部主将。暴走族出身だが、本作では柔道家タイプとして登場。
よしみつ：必殺技「爆裂キック」「溜めパンチ」
名前自体は『くにおくんのドッジボールだよ全員集合!（以下、SFCドッジ）』に登場する「てくのすチーム」のキャプテンと同名。顔はホッケー部に登場する熱血高校ホッケー部員のとよいちのものが流用されている。
やざわ：必殺技「ジャンプギロチン」「マッハパンチ」「旋風脚」
『熱血物語』に登場する雑魚キャラ（宝陵高校の生徒の一人）と同名。目は『ホッケー部』に登場する熱血高校野球部主将のさだおのものが流用されている。
しんいち：必殺技「マッハパンチ3」「ヒップアタック」「ガゼルアッパー」
『熱血高校ドッジボール部』から登場するくにおの友人。顔は『サッカー編』や『ホッケー部』登場時のものが流用されている。
ななせ：必殺技「マッハチョップ」「ジャンプエルボー」「スピンアタック」
七瀬遥（ななせ はるか）。『熱血行進曲』から登場する熱血高校2年。
まえだ：必殺技「マッハパンチ3」「溜めパンチ」
前田亨（まえだ とおる）。『熱血行進曲』から登場する花園高校3年で、りきの親友。
ジェームス：必殺技「ガゼルアッパー」「山嵐」
『ドッジボール部』や『SFCドッジ』に同名のキャラクターがイギリスチームのキャプテンとして登場するが、同一人物かは不明。顔は『熱血すとりーとバスケット』に登場するラスベガスギャンブラーズのギャモンのものが流用されている。
なかもり：必殺技「爆裂キック」「マッハキック3」「マッハパンチ3」
オリジナルキャラクター。目は『ホッケー部』に登場した谷花高校ローラーチームのせんだのものが流用されている。マッハパンチ3とマッハキック3を両方持つ唯一のキャラクター。
くぼ：必殺技「旋風脚」「ガゼルアッパー」「ハイスピンキック」
『初代熱血硬派くにおくん』に登場する雑魚キャラ（阪神ファン）と同名。顔は『サッカー編』に登場する死愚魔高校サッカー部GKのかざとのものが流用されている。
わしお：必殺技「マッハパンチ」「バズソーキック」「ジャンプエルボー」
鷲尾修二（わしお しゅうじ）。花園高校2年で、元野球部員。『熱血行進曲』や『新記録』では「花園チーム」の一員として登場する。
のま：必殺技「溜めパンチ」「旋風脚」
オリジナルキャラクター。技が前述のあいはらと全く同じ。
いでい：必殺技「マッハきうきう」「張り手スペシャル」「ハイスピンキック」
オリジナルキャラクター。

### 忍者タイプ
アプリオリジナルの格闘タイプその1。名前や格好からも分かる通り忍者だが、何人かは『くにおくんの時代劇だよ全員集合!』に登場するキャラクターである。素早さは非常に早いが打たれ弱く、体力の伸びも全タイプで最も悪い。
くにまさ：必殺技「マッハキック」「旋風脚」「隠れ身の術」
くに政。『時代劇』の主人公で、くにおが演じているが別キャラ扱いである。
はやみ：必殺技「ジャンプギロチン」「マッハキック」
速水武士（はやみ たけし）。『熱血行進曲』から登場する隼商業高校2年で、連合チームの一員。
こうじ：必殺技「マッハパンチ3」「マッハきうきう」
『熱血高校ドッジボール部』から登場するくにおの友人。顔は『サッカー編』以降のものが流用されている。
とうどう：必殺技「爆裂キック」「マッハキック」「ヒップアタック」
藤堂護（とうどう まもる）。『熱血行進曲』から登場する冷峰学園3年で、同校の現生徒会長。くにおを目の敵にしている。
りきごろう：必殺技「マッハパンチ」「スピンアタック」「隠れ身の術」
力五郎。『時代劇』におけるりきの役名だが、りきとは別キャラ扱い。どこからともなくふらりと現れ、くに政の助太刀をする。
つねみ：必殺技「ガゼルアッパー」「旋風脚」「隠れ身の術」
オリジナルキャラクター。顔はダウンタウンシリーズの汎用雑魚キャラの流用となっている。
ぎんぱち：必殺技「マッハパンチ」「ジャンプギロチン」
銀八。時代劇におけるさわぐちの役名。何度倒されても、くに政達の前に立ち塞がる銀八一家の親分。
おにだゆう：必殺技「隠れ身の術」「マッハパンチ3」「ハイスピンキック」
GBドッジに登場する忍者チームのキャプテンと同名。顔は『時代劇』に登場する仁左衛門（にざえもん）（冷峰学園のまつど）のものが流用されている。
ぴゃんまる：必殺技「すくりゅう」「マッハパンチ」「マッハキック」
GBドッジに登場する忍者チームの一人と同名。
にんぞう：必殺技「マッハキック」「マッハきうきう」「ヒップアタック」
GBドッジに登場する忍者チームの一人と同名。目は堀々学園のほりばたと同じ。CPUとして登場した際、ヒップアタックを頻繁に繰り出す。
ひらさく：必殺技「バズソーキック」「スピンアタック」
名前は『時代劇』でにしむらが演じる、権作（ごんさく）一家の一人と同名。
あしべえ：必殺技「ガゼルアッパー」「ハイスピンキック」「マッハパンチ」
『時代劇』でにしむらが演じる権作一家の一員。彼のみ、顔と名前が原典と一致している。必殺技はよういちと全く同じ。
さすけ：必殺技「旋風脚」「張り手スペシャル」「マッハパンチ3」
時代劇で冷峰四天王のたいらが演じる為吉（ためきち）一家の一人と同名。顔は原典の汎用雑魚キャラの流用となっている。
よたろう：必殺技「マッハパンチ3」「ジャンプギロチン」
時代劇に登場するへいるまん一家の一人と同名。
ゴンザレス：必殺技「ハイスピンキック」「旋風脚」「ガゼルアッパー」
『サッカーリーグ』に登場するメキシコチームのメンバーの一人。必殺技が柔道家タイプのくぼと全く同じである。
やまい：必殺技「マッハパンチ3」「張り手スペシャル」「ヒップアタック」
オリジナルキャラクター。髪型は白鷹工業高校のねだち、メガネの部分は熱血高校ホッケー部員のつよしと同じ。
もりうち：必殺技「隠れ身の術」「スピンアタック」「ガゼルアッパー」
オリジナルキャラクター。顔グラフィックも新規である。
こうの：必殺技「ヒップアタック」「爆裂キック」「マッハパンチ」
『初代熱血硬派くにおくん』に登場する雑魚キャラ（男子学生）と同名。顔は『SFCドッジ』に登場するモブキャラの顔を流用している。
こんどう：必殺技「マッハキック3」「すくりゅう」
『熱血物語』に登場する雑魚キャラ（又川工業高校の生徒の一人）と同名。
なかざと：必殺技「隠れ身の術」「ジャンプギロチン」「すくりゅう」
オリジナルキャラクター。顔は『SFCドッジ』に登場する「てくのすチーム」のもりと同じ。

### 暴走族タイプ
アプリ版オリジナルの格闘タイプその2。外見は特攻服姿。原典では敵役となるキャラクターが多いのが特徴（りゅういち&りゅうじ、こばやし、おにづかなど）。HPは一番早く上限に達するが、防御と投げの伸びは低い。
キックのモーション、着地時のポーズ、構えポーズは本作で削除されたマーシャルアーツタイプの流用となっている。
りゅういち：必殺技「釘バット」「爆裂キック」「旋風脚」
服部竜一（はっとり りゅういち）。『熱血物語』から登場する冷峰学園3年で、ダブルドラゴン兄弟の兄。兄弟共に拳法の使い手だが、今作では暴走族タイプになっている。
りゅうじ：必殺技「旋風脚」「マッハパンチ」「ガゼルアッパー」
服部竜二（はっとり りゅうじ）。兄と同じく『熱血物語』から登場する冷峰学園3年で、ダブルドラゴン兄弟の弟。兄同様、暴走族タイプになっている。
おにづか：必殺技「ジャンプギロチン」「アッパー」
鬼塚崇（おにづか たかし）。『熱血物語』から登場する冷峰学園3年で、同校の元生徒会長。
のぼる：必殺技「コークスクリュウ」「すくりゅう」
『ホッケー部』から登場する熱血高校野球部員の一人。悪人ではないが、本作では暴走族タイプになっている。
たけし：必殺技「マッハキック」「ハイスピンキック」
『初代熱血硬派くにおくん』の暴走族に同名の雑魚キャラクターが登場するが、同一人物かは不明。このキャラのみ、フィニッシュ技の動作が暴走族タイプ固有のものとなっている（見た目はFC版のマーシャルアーツタイプのダッシュパンチ攻撃に近い）。また、必殺技はカンフータイプのらいどうと全く同じ。
しんじ：必殺技「マッハキック3」「コークスクリュウ」「スピンアタック」
1作目のステージ2と『くにおたちの挽歌』のボスで、暴走族・横浜ファンキー（『挽歌』以降はブルーエンペラー）のヘッド。顔グラフィックは後に発売された『熱血硬派くにおくんすぺしゃる』以降のものとは異なる。
さぶ：必殺技「アッパー」「爆裂キック」「張り手スペシャル」
『熱血硬派くにおくん』と『挽歌』に登場する暴力団・三和会の組長と同名だが、同一人物かは不明。
おとなし：必殺技「マッハパンチ」「溜めパンチ」
音無京助（おとなし きょうすけ）。『熱血行進曲』から登場する冷峰学園1年。悪人ではないが本作では暴走族タイプになっている他、はやさかと同じ髪型になっている。
りゅう：必殺技「ガゼルアッパー」「爆裂キック」「マッハパンチ」
GBドッジに登場するヤクザチームのキャプテンと同名。
せいじ：必殺技「釘バット」「すくりゅう」「マッハきうきう」
GBドッジに登場するヤクザチームのメンバーと同名。顔は『サッカー編』に登場した「江戸華高校」のGK・しみずのものが流用されている。
ぎんじ：必殺技「アッパー」「マッハキック3」
GBドッジに登場するヤクザチームのメンバーと同名。
まさ：必殺技「マッハキック」「コークスクリュウ」「すくりゅう」
『サッカー編』から登場する熱血高校サッカー部主将。のぼる、おとなしと同様に悪人ではないが、本作では暴走族タイプとなっている。
やす：必殺技「ためパンチ」「ヒップアタック」
GBドッジに登場するヤクザチームのメンバーと同名。顔は冷峰四天王のたいらのものが流用されている。
ふんがぁ：必殺技「ためパンチ」「ハイスピンキック」「マッハパンチ3」
GBドッジに登場するモンスターチームのキャプテンと同名。顔は『熱血すとりーとバスケット』に登場するハワイファイヤーズのキャプテン、きらうぇのものが流用されている。
たなか：必殺技「アッパー」「旋風脚」
『熱血物語』に登場する雑魚キャラ（谷花高校の生徒の一人）と同名。目は白鷹工業高校のねだちのものが流用されている。
とりい：必殺技「アッパー」「ジャンプギロチン」「スピンアタック」
『熱血物語ex』に登場する雑魚キャラ（又川工業高校の生徒の一人）と同名のキャラクター。
こばやし：必殺技「マッハチョップ」「すくりゅう」「コークスクリュウ」
小林政男（こばやし まさお）。『熱血物語』から登場する冷峰学園3年で、冷峰四天王のヘッド。マッハチョップは本作でも健在だが、そのグラフィックは変更されている。
りょうへい：必殺技「アッパー」「張り手スペシャル」「ハイスピンキック」
オリジナルキャラクター。
おぶち：必殺技「コークスクリュウ」「マッハパンチ3」「旋風脚」
オリジナルキャラクター。
しょういち：必殺技「釘バット」「爆裂キック」「旋風脚」
オリジナルキャラクター。顔グラフィックは新規だが、必殺技がりゅういちと全く同じ。

### ボスキャラクター
いずれもCPU専用キャラであり、使用は不可能。「～王」と名の付いた5人は隠しキャラ全員を使用可能にする事で以下の順番に登場する。場所はFC版で最終（とらいち、とらじ）戦専用だった場所。
格闘王：必殺技「ずつきスペシャル」「熊殺し」
格闘技のチャンピオン。
カンフー王：必殺技「マッハキック2」「ドラゴンファング」
カンフーのチャンピオン。
柔道王：必殺技なし？
柔道のチャンピオン。
忍者王：必殺技「ガゼルアッパー」
忍術のチャンピオン。
暴走王：必殺技「釘バット」
ダブルタイガー（とらいち&とらじ）：必殺技「マッハパンチ」「マッハキック」「ジャンプギロチン」
ラスボス。牙虎会（サーベルタイガー）を仕切っており、日本最強の高校生を決めるべく格闘大会の挑戦状を全国各地の高校に叩き付けた。必殺技はFC版に比べ、激減している。また、FC版で猛威を振るったダッシュ攻撃「ダブルラリアット」も使って来ない。

## CPUについて
本作のCPUはこちらが出来ない事を普通にやってくる事が多々ある。ここでは、それに関する主な例を記述する。
- いきなり爆裂キック、スピンアタック、すくりゅうを繰り出す。しかもそれらの動作中に軸移動も出来る。
- FC版と違い、馬乗りからの追い打ち攻撃やハイスピンキックを一切しない。
- 決め技の最中、後ろに振り向く事が出来る。
- 使用キャラのレベルが20前後から全てのCPUが使用キャラを狙ってくるようになる。しかもCPUであるにもかかわらず、フィニッシュ攻撃を起き上がりに重ねてハメ倒そうとしてくる。
- ステージ5（冷凍室）やサバイバルモードではCPUがジャンプする頻度が明らかに他のステージに比べて高い。